# Bill Bridges
William C. "Bill" Bridges (ur. 4 kwietnia 1939 w Hobbs, zm. 25 września 2015 w Santa Monica) – amerykański koszykarz, skrzydłowy, mistrz NBA, uczestnik NBA All-Star Games, wybierany do drugiego składu najlepszych obrońców NBA.

## Osiągnięcia
NCAA
- 3-krotnie zaliczany do składu All-Big Eight Conference (1959-61)[4]
- Zaliczony do I składu Converse All-American (1961)[4]
- Uczelnia zastrzegła należący do niego numer 32 (2004)[4]

ABL
- Mistrz ABL (1963)[5]
- Wicemistrz ABL (1962)[5]
- Zaliczony do I składu ABL (1962)[5]
- Lider:
  - ABL w zbiórkach (1963)[5]
  - wszech czasów ABL w zbiórkach[5]

NBA
- Mistrz NBA (1975)[1]
- Wicemistrz NBA (1973)[1]
- 3-krotny uczestnik meczu gwiazd NBA (1967-68, 1970)[2]
- 2-krotnie wybierany do składu II składu defensywnego NBA (1969, 1970)[3]
- Lider play-off w średniej zbiórek (1971)[6]